# حوزه انتخابیه چهارم کلرادو
حوزه انتخابیه چهارم کلرادو یک حوزه انتخابیه مجلس نمایندگان آمریکا است که در ایالت کلرادو قرار دارد.